# Marieta de Moraes Ferreira
Marieta de Moraes Ferreira (Rio de Janeiro, 15 de outubro de 1948) é uma historiadora e professora brasileira, especialista na área de História do Brasil República, com ênfase em temas, como: Teoria da história, Historiografia, História Oral, Memória e História política. Casadei especializou-se em história regional do estado do Rio de Janeiro, tendo realizado diversas publicações sobre este tema.

## Atividade profissional
No Brasil, vem se destacando como uma das principais referências a respeito da História do tempo presente e da História Oral, desenvolvendo não apenas trabalhos aplicados nestes campos, mas também reflexões teórico-metodológicas. Destacam-se, nesse sentido, dois trabalhos específicos na área de História Oral, voltados a realização de entrevista
Marieta de Moraes Ferreira
Nascimento	15 de outubro de 1948 (76 anos)
Rio de Janeiro, Brasil
Nacionalidade	brasileira
Ocupação	Historiadora
Professora
Principais interesses	
História do tempo presente
Teoria da história
História Oral
História política
Carreira científica
Instituições	
Universidade Federal do Rio de Janeiro
Fundação Getúlio Vargas
]s. Um deles com membros do Partido dos Trabalhadores e outro voltado ao estudo da estruturação dos cursos de graduação em História no Rio de Janeiro. Nos últimos anos, tem voltado suas análises também para o âmbito do Ensino de História e da História da Educação com ênfase no campo da teoria e da história do ensino superior no Brasil.
Participou como palestrante convidada em diversos eventos internacionais, entre eles na Universidade de Sorbone, Instituto de Altos Estudos da América Latina na França, e na Maison des Sciences de l'Homme Alpes (MSH-Alpes).

## Carreira
Formada em História pela Universidade Federal Fluminense, defendeu seu doutorado na mesma instituição (1991), na área de história política do Rio de Janeiro.
É professora titular de História do Brasil no Instituto de História da UFRJ, coordenadora nacional do Mestrado Profissional em Ensino de História, estando também associada a Fundação Getúlio Vargas, onde ocupou diversos cargos. Nessa última instituição, ocupou também cargo de professora e diretora do Centro de Pesquisa e Documentação de História Contemporânea do Brasil (CPDOC). Foi presidente da Associação Internacional de História Oral (IOHA) e da Associação Brasileira de História Oral.

## Obra
Entre suas principais obras em história oral e história do tempo presente, Usos e Abusos da História Oral e História do Tempo Presente,  tiveram grande impacto no cenário brasileiro por reunirem e sintetizarem algumas das principais abordagens no país.
No livro Usos e abusos da história oral (2005), Marieta Ferreira traz uma reflexão teórica e metodológica sobre aspectos polêmicos da história oral, afirmando que um dos principais pontos de disputas e divergências na área é a própria definição do que seria a história oral. Para a autora, a história oral poderia ser uma técnica de pesquisa, uma disciplina ou uma metodologia. Usos e abusos da história oral foi muito bem recebido na comunidade acadêmica, pois além de tratar de questões específicas à história oral, Marieta de Moraes Ferreira também destaca algumas características sobre o uso dessa metodologia no Brasil, principalmente a partir da criação da Associação Brasileira de História Oral (1994) e da divulgação da história oral em grupos de trabalhos nas Universidades.
Em 2014, Marieta lançou o livro História do Tempo Presente juntamente com a historiadora Lucília de Almeida Delgado, professora da Universidade Federal do Rio de Janeiro, reunindo quinze novos artigos que buscam problematizar e elucidar o que vem a ser a história do tempo presente enquanto um movimento de renovação historiográfica que fortaleceu a história política e o uso das fontes documentais. Marieta de Moraes Ferreira e Lucília de Almeida Delgado ainda destacam que as memórias sobre os acontecimentos são um ponto fundamental para a construção do conhecimento histórico, e que a principal diferença entre a história do tempo presente e outros campos dos estudos históricos é a aproximação do historiador com os acontecimentos, fazendo com que o historiador atue como juiz, em defesa ou condenação do seu objeto de estudo.
Marieta é reconhecida nacionalmente pelas suas pesquisas sobre a cidade do Rio de Janeiro, principalmente na primeira República, participando como conferencista de eventos de destaque na área, como o Seminário Internacional Rio de Janeiro, em 2015, e como colaboradora do Vozerio, revista online dedicada a ampliação da discussão e do debate sobre a cidade e o estado do Rio de Janeiro.
Entre as suas publicações na temática da história da cidade do Rio de Janeiro, Marieta de Moraes Ferreira lançou, em 2010, a sua tese de doutorado Em busca da Idade do Ouro: as elites políticas fluminenses na primeira república (1889-1930), que fornece uma análise sobre aspectos políticos e econômicos da região carioca.
Soma-se às produções da autora a organização da obra Rio de Janeiro: uma cidade na história, lançada pela primeira vez em 2000 e  reeditada em 2015 sob os auspícios dos 450 anos da cidade do Rio de Janeiro e os 40 anos como capital do Estado. O livro possui oito capítulos, escritos por autores amplamente reconhecidos, como Américo Freire, Camila Guimarães Dias, Carlos Eduardo B. Sarmento, João Trajano Sento-Sé, José Luciano Dias, Lucia Lippi, Mario Grynszpan e Marly Silva da Motta, além da própria Marieta de Moraes Ferreira. A obra aborda aspectos como a política do Rio na transição para a República, os partidos e eleições na região, a cultura urbana, assim como faz uma análise dos imaginários e identidades locais. Mesclando a movimentação do campo político com uma análise de memórias a esse respeito, a produção traz também um aspecto amplo e nacional à cultura política da cidade. Para isso, enfoca-se o período pós 1989, em que o Rio era o cenário principal de uma dinâmica de “empreendimentos culturais, científicos e políticos do país”. Nesse contexto, os dois principais pontos de análise da produção são a fusão do Rio, quando o Distrito Federal é mudado para a região central e o espaço deixado passa a ser o Estado da Guanabara (1960-1975), além de aspectos usuais e diversificados entre o mundo carioca e fluminense.